# LOTTA GOOD TIME
『LOTTA GOOD TIME』（ラッタ・グッド・タイム）は、矢沢永吉26作目のスタジオ・アルバム。1999年8月6日発売。

## 概要
『SUBWAY EXPRESS』を挟み2年ぶりのアルバム新作。シングル「Oh!ラヴシック」含む全11曲。累計売上は約12.1万枚。全曲作詞は加藤ひさし。

## 収録曲
| 全作詞: 加藤ひさし（ザ・コレクターズ）、全作曲: 矢沢永吉。 |                                      |                                   |            |      |
| #                                                          | タイトル                             | 作詞                              | 作曲・編曲 | 時間 |
| 1.                                                         | 「Oh! ラヴシック」                   | 加藤ひさし （ ザ・コレクターズ ） | 矢沢永吉   | 4:11 |
| 2.                                                         | 「風の中のおまえ」                   | 加藤ひさし （ ザ・コレクターズ ） | 矢沢永吉   | 3:50 |
| 3.                                                         | 「THE STRANGE WORLD」                | 加藤ひさし （ ザ・コレクターズ ） | 矢沢永吉   | 4:40 |
| 4.                                                         | 「フォーチュン・テイラー」           | 加藤ひさし （ ザ・コレクターズ ） | 矢沢永吉   | 5:25 |
| 5.                                                         | 「ヘヴンリー・クルーズ」             | 加藤ひさし （ ザ・コレクターズ ） | 矢沢永吉   | 3:45 |
| 6.                                                         | 「ロックンロール・バイブル」         | 加藤ひさし （ ザ・コレクターズ ） | 矢沢永吉   | 5:00 |
| 7.                                                         | 「寂しくてたまらない」               | 加藤ひさし （ ザ・コレクターズ ） | 矢沢永吉   | 4:02 |
| 8.                                                         | 「バーチャル・リアリティー・ドール」 | 加藤ひさし （ ザ・コレクターズ ） | 矢沢永吉   | 4:43 |
| 9.                                                         | 「永遠のひとかけら」                 | 加藤ひさし （ ザ・コレクターズ ） | 矢沢永吉   | 5:10 |
| 10.                                                        | 「金ピカのドレス」                   | 加藤ひさし （ ザ・コレクターズ ） | 矢沢永吉   | 4:26 |
| 11.                                                        | 「I have no reason.」                | 加藤ひさし （ ザ・コレクターズ ） | 矢沢永吉   | 4:45 |
| 合計時間:                                                  | 合計時間:                            | 49:57                             |            |      |

### 楽曲解説
1. Oh! ラヴシック
44枚目のシングル。
2. 風の中のおまえ
「ニッポンチャレンジドアスリート」テーマソング
3. THE STRANGE WORLD
4. フォーチュン・テイラー
5. ヘヴンリー・クルーズ
ヨットレース「アメリカスカップ」テーマソング
6. ロックンロール・バイブル
7. 寂しくてたまらない
8. バーチャル・リアリティー・ドール
9. 永遠のひとかけら
10. 金ピカのドレス
11. I have no reason.
松竹配給映画「お受験」エンディング・テーマ
「Oh! ラヴシック」カップリング。